# 波马雷德 (洛特省)
波马雷德（法語：Pomarède）是法国洛特省的一个市镇，属于卡奥尔区（Cahors）卡扎尔县（Cazals）。该市镇总面积7.04平方公里，2009年时的人口为194人。

## 人口
波马雷德人口变化图示